# Liste der Kulturdenkmale in Unterwellenborn
In der Liste der Kulturdenkmale in Unterwellenborn sind alle Kulturdenkmale der thüringischen Gemeinde Unterwellenborn (Landkreis Saalfeld-Rudolstadt) und ihrer Ortsteile aufgelistet (Stand: 12. Februar 2013).

## Birkigt
Einzeldenkmale

| Bild                                    | Bezeichnung                           | Lage               | Datierung | Beschreibung | ID |
| --------------------------------------- | ------------------------------------- | ------------------ | --------- | ------------ | -- |
| Direkt Bild zu diesem Denkmal hochladen | Grabstein (Darstellung eines Ritters) | Am Rittergut 2     |           |              |    |
| Fotos hochladen                         | Ehemaliges Gutshaus                   | Am Rittergut 4     |           |              |    |
| weitere Bilder Fotos hochladen          | Kirche mit Ausstattung                | Ortsstraße (Karte) |           |              |    |
| Fotos hochladen                         | Gehöft                                | Ortsstraße 2       |           |              |    |
| Fotos hochladen                         | Gehöft                                | Ortsstraße 3       |           |              |    |
| Fotos hochladen                         | Gehöft                                | Ortsstraße 6       |           |              |    |

## Bucha
Einzeldenkmale

| Bild                                    | Bezeichnung               | Lage                          | Datierung | Beschreibung | ID |
| --------------------------------------- | ------------------------- | ----------------------------- | --------- | ------------ | -- |
| weitere Bilder Fotos hochladen          | Kirche mit Ausstattung    | (Karte)                       |           |              |    |
| Direkt Bild zu diesem Denkmal hochladen | Grenzstein nahe der L1105 | Koordinaten fehlen! Hilf mit. |           |              |    |
| Fotos hochladen                         | Gehöft                    | Preßwitzer Straße 50          |           |              |    |

## Dorfkulm
Einzeldenkmale

| Bild            | Bezeichnung   | Lage     | Datierung | Beschreibung | ID |
| --------------- | ------------- | -------- | --------- | ------------ | -- |
| Fotos hochladen | Aussichtsturm | Kulmberg |           |              |    |

## Goßwitz
Einzeldenkmale

| Bild                           | Bezeichnung            | Lage                          | Datierung | Beschreibung | ID |
| ------------------------------ | ---------------------- | ----------------------------- | --------- | ------------ | -- |
| weitere Bilder Fotos hochladen | Kirche mit Ausstattung | (Karte)                       |           |              |    |
| Fotos hochladen                | Tagebau Sommerleite    | Koordinaten fehlen! Hilf mit. |           |              |    |

## Kamsdorf
Denkmalensemble
| Bild            | Bezeichnung | Lage        | Datierung | Beschreibung | ID |
| --------------- | --- | ----------- | --------- | ------------ | -- |
| Fotos hochladen | Denkmalensemble „Revierhaus mit sog. Bethaus und Nebengebäuden, Kochsche Villa, Ersatzschacht 04 mit Maschinenhaus, alte Markscheiderei und Laborgebäude“ | Grubensteig |           |              |    |

Einzeldenkmale
| Bild                           | Bezeichnung                                                                     | Lage                          | Datierung | Beschreibung | ID |
| ------------------------------ | ------------------------------------------------------------------------------- | ----------------------------- | --------- | ------------ | -- |
| Fotos hochladen                | Friedhof Großkamsdorf mit Grabsteinen und Einfriedung                           | Koordinaten fehlen! Hilf mit. |           |              |    |
| weitere Bilder Fotos hochladen | Kirche Großkamsdorf mit Ausstattung                                             | (Karte)                       |           |              |    |
| Fotos hochladen                | Friedhof Großkamsdorf/Grabstätte für 12 Zwangsarbeiter                          | Koordinaten fehlen! Hilf mit. |           |              |    |
| Fotos hochladen                | Hofanlage                                                                       | Ernst-Thälmann-Straße 8       |           |              |    |
| Fotos hochladen                | Wohnhaus                                                                        | Ernst-Thälmann-Straße 18      |           |              |    |
| Fotos hochladen                | Hofanlage                                                                       | Ernst-Thälmann-Straße 19      |           |              |    |
| Fotos hochladen                | Halden „Glücksbude“ und „Glücksbude-Maaßenschacht“                              | Könitzer Straße               |           |              |    |
| weitere Bilder Fotos hochladen | Kirche Kleinkamsdorf mit Ausstattung, Kirchhof und einfassender Bruchsteinmauer | Lindenplatz (Karte)           |           |              |    |
| Fotos hochladen                | Ehemalige Schmelzhütte                                                          | Schmelzhütte 3/4              |           |              |    |

## Könitz
Denkmalensemble

| Bild            | Bezeichnung                                                                                  | Lage                   | Datierung | Beschreibung | ID |
| --------------- | -------------------------------------------------------------------------------------------- | ---------------------- | --------- | ------------ | -- |
| Fotos hochladen | Denkmalensemble „Um die Kirche“ (Friedrich-Ebert-Straße 27, 28, 28a, 29, 30, 32, 34, 36, 38) | Friedrich-Ebert-Straße |           |              |    |

Einzeldenkmale

| Bild                           | Bezeichnung                                                                 | Lage                              | Datierung | Beschreibung | ID |
| ------------------------------ | --------------------------------------------------------------------------- | --------------------------------- | --------- | ------------ | -- |
| Fotos hochladen                | Halden historischer Erzbergbau Kamsdorf-Könitzer Revier                     | Koordinaten fehlen! Hilf mit.     |           |              |    |
| Fotos hochladen                | Mundloch und angrenzender Steinbruch der Schwerspatgrube                    | Koordinaten fehlen! Hilf mit.     |           |              |    |
| Fotos hochladen                | Gedenkstätte für 33 Zwangsarbeiter (Friedhof)                               | Koordinaten fehlen! Hilf mit.     |           |              |    |
| Fotos hochladen                | Venustempel auf der Leoshalde                                               | (Karte)                           |           |              |    |
| Fotos hochladen                | Kalkofen                                                                    | Am Hygeritz (Karte)               |           |              |    |
| weitere Bilder Fotos hochladen | Burg (Schloss) mit Nebengebäuden, Befestigung und Grundstück (Park)         | Am Schloßberg 16 (Karte)          |           |              |    |
| Fotos hochladen                | Wohnhaus                                                                    | Am Schloßberg 18                  |           |              |    |
| Fotos hochladen                | Wohnhaus                                                                    | Am Schloßberg 20 (Karte)          |           |              |    |
| Fotos hochladen                | Ehem. Wohnhaus (Heimatmuseum)                                               | Buchaer Straße 1                  |           |              |    |
| Fotos hochladen                | Wohnhaus/Bestandteil Denkmalensemble „Um die Kirche“                        | Friedrich-Ebert-Straße 27         |           |              |    |
| weitere Bilder Fotos hochladen | Pantaleonkirche mit Ausstattung/Bestandteil Denkmalensemble „Um die Kirche“ | Friedrich-Ebert-Straße 29 (Karte) |           |              |    |
| Fotos hochladen                | Hofanlage/Bestandteil Denkmalensemble „Um die Kirche“                       | Friedrich-Ebert-Straße 36         |           |              |    |
| Fotos hochladen                | Hofanlage                                                                   | Friedrich-Ebert-Straße 44         |           |              |    |

## Langenschade
Denkmalensemble

| Bild            | Bezeichnung                                    | Lage              | Datierung | Beschreibung | ID |
| --------------- | ---------------------------------------------- | ----------------- | --------- | ------------ | -- |
| Fotos hochladen | Denkmalensemble „Hofanlagen Hauptstraße 40–45“ | Hauptstraße 40–45 |           |              |    |

Einzeldenkmale

| Bild                           | Bezeichnung                                                                           | Lage                   | Datierung | Beschreibung | ID |
| ------------------------------ | ------------------------------------------------------------------------------------- | ---------------------- | --------- | ------------ | -- |
| Fotos hochladen                | Langenschader Mühle                                                                   | Hauptstraße 1          |           |              |    |
| Fotos hochladen                | Pfarrhaus Langenschade mit Scheune und Einfriedung                                    | Hauptstraße 3          |           |              |    |
| weitere Bilder Fotos hochladen | Kirche Langenschade mit Ausstattung                                                   | Hauptstraße 4 (Karte)  |           |              |    |
| Fotos hochladen                | Gehöft                                                                                | Hauptstraße 9          |           |              |    |
| Fotos hochladen                | Wohnhaus                                                                              | Hauptstraße 12         |           |              |    |
| Fotos hochladen                | Gehöft                                                                                | Hauptstraße 13         |           |              |    |
| Fotos hochladen                | Gehöft                                                                                | Hauptstraße 14         |           |              |    |
| Fotos hochladen                | Scheune                                                                               | Hauptstraße 19         |           |              |    |
| Fotos hochladen                | Wohnstallhaus                                                                         | Hauptstraße 24         |           |              |    |
| Fotos hochladen                | Gehöft                                                                                | Hauptstraße 29         |           |              |    |
| Fotos hochladen                | Gehöft                                                                                | Hauptstraße 34         |           |              |    |
| Fotos hochladen                | Gehöft                                                                                | Hauptstraße 38         |           |              |    |
| Fotos hochladen                | Gasthof/Bestandteil Denkmalensemble „Hofanlagen Hauptstraße 40–45“                    | Hauptstraße 45         |           |              |    |
| Fotos hochladen                | Wohnstallhaus mit Nebengebäuden                                                       | Hauptstraße 51         |           |              |    |
| Fotos hochladen                | Gehöft                                                                                | Hauptstraße 54         |           |              |    |
| Fotos hochladen                | Gehöft                                                                                | Hauptstraße 55         |           |              |    |
| Fotos hochladen                | Gehöft                                                                                | Hauptstraße 57         |           |              |    |
| Fotos hochladen                | Gehöft                                                                                | Hauptstraße 60         |           |              |    |
| Fotos hochladen                | Gehöft                                                                                | Hauptstraße 61         |           |              |    |
| Fotos hochladen                | Hofanlage (Wohnhaus, Stallungen, Scheune und Remise)                                  | Hauptstraße 73         |           |              |    |
| Fotos hochladen                | Gehöft                                                                                | Hauptstraße 74         |           |              |    |
| weitere Bilder Fotos hochladen | Kirche Reichenbach mit Ausstattung, Kirchhof mit Einfriedung und barocken Grabsteinen | Hauptstraße 76 (Karte) |           |              |    |
| Fotos hochladen                | Ehemalige Schule                                                                      | Hauptstraße 77         |           |              |    |
| Fotos hochladen                | Gehöft                                                                                | Hauptstraße 79         |           |              |    |
| Fotos hochladen                | Gehöft                                                                                | Hauptstraße 83         |           |              |    |

## Lausnitz
Einzeldenkmale

| Bild                           | Bezeichnung            | Lage    | Datierung | Beschreibung | ID |
| ------------------------------ | ---------------------- | ------- | --------- | ------------ | -- |
| weitere Bilder Fotos hochladen | Kirche mit Ausstattung | (Karte) |           |              |    |

## Oberwellenborn
Denkmalensembles

| Bild            | Bezeichnung                                                             | Lage                          | Datierung | Beschreibung | ID |
| --------------- | ----------------------------------------------------------------------- | ----------------------------- | --------- | ------------ | -- |
| Fotos hochladen | Denkmalensemble „Anger“ mit Angergasse 3, 4, 5, Am Dorfplatz 2, 3, 4, 5 | Koordinaten fehlen! Hilf mit. |           |              |    |

Einzeldenkmale

| Bild                           | Bezeichnung                                                      | Lage               | Datierung | Beschreibung | ID |
| ------------------------------ | ---------------------------------------------------------------- | ------------------ | --------- | ------------ | -- |
| Fotos hochladen                | Ehemaliges Brauhaus (Gemeindeverwaltung)                         | Am Dorfplatz 1     |           |              |    |
| Fotos hochladen                | Gehöft                                                           | Angergasse 2       |           |              |    |
| Fotos hochladen                | Gehöft                                                           | Kirchgasse 5       |           |              |    |
| Fotos hochladen                | Gehöft                                                           | Kirchgasse 13      |           |              |    |
| weitere Bilder Fotos hochladen | Kirche mit Ausstattung, Friedhof, Kriegerdenkmal und Einfriedung | Kirchplatz (Karte) |           |              |    |
| Fotos hochladen                | Gehöft                                                           | Kirchplatz 3       |           |              |    |
| Fotos hochladen                | Gehöft vor der Kirche                                            | Kirchplatz 8       |           |              |    |
| Fotos hochladen                | Gehöft                                                           | Lindenstraße 12    |           |              |    |

## Unterwellenborn
Denkmalensembles

| Bild            | Bezeichnung                                                                    | Lage                   | Datierung | Beschreibung | ID^ |
| --------------- | ------------------------------------------------------------------------------ | ---------------------- | --------- | ------------ | --- |
| Fotos hochladen | Denkmalensemble „August-Bebel-Straße“ mit Nr. (24), 38, 42, 44, 48 (Pfarrhaus) | August-Bebel-Straße    |           |              |     |
| Fotos hochladen | Denkmalensemble „Kamsdorfer Straße 2–12“                                       | Kamsdorfer Straße 2–12 |           |              |     |

Einzeldenkmale

| Bild                           | Bezeichnung | Lage                                                         | Datierung | Beschreibung                                                                                      | ID |
| ------------------------------ | --- | ------------------------------------------------------------ | --------- | ------------------------------------------------------------------------------------------------- | -- |
| Fotos hochladen                | Ehrenhain für die Opfer des Faschismus/In der Pfaffe | (Karte)                                                      |           |                                                                                                   |    |
| Fotos hochladen                | Kriegerdenkmal auf dem Friedhof Röblitz | Koordinaten fehlen! Hilf mit.                                |           |                                                                                                   |    |
| Fotos hochladen                | Kriegerdenkmal/Bestandteil des Kulturdenkmals „Kirche mit Ausstattung, altem Friedhof, Kriegerdenkmal, Terrassierung und Einfriedung“                                                                                | An der Krummen Gasse                                         |           |                                                                                                   |    |
| weitere Bilder Fotos hochladen | Katholische Kirche mit Ausstattung und Gemeindehaus | August-Bebel-Straße 17 (Karte)                               |           |                                                                                                   |    |
| Fotos hochladen                | zwei Röstöfen mit der ehem. Maxhütte mit Gichtaufzügen und Erzbunkern | B 281 (Karte)                                                |           | Das Stahl- und Walzwerk Maxhütte existierte von der zweiten Hälfte des 19. Jahrhunderts bis 1992. |    |
| Fotos hochladen                | Gasmaschinenzentrale mit Teilen der technischen Ausstattung | Bergweg 1 (Karte)                                            |           |                                                                                                   |    |
| weitere Bilder Fotos hochladen | Kirche Röblitz mit Ausstattung, Kirchhof und Wehrmauer | Dorfstraße (Karte)                                           |           |                                                                                                   |    |
| Fotos hochladen                | Ehemalige Mühle | Dorfstraße 8                                                 |           |                                                                                                   |    |
| Fotos hochladen                | Gehöft | Dorfstraße 11                                                |           |                                                                                                   |    |
| Fotos hochladen                | Edelhof | Dorfstraße 18                                                |           |                                                                                                   |    |
| Fotos hochladen                | Gehöft | Dorfstraße 43                                                |           |                                                                                                   |    |
| Fotos hochladen                | Schule | Gelängeweg 3                                                 |           |                                                                                                   |    |
| Fotos hochladen                | Gedenkstein mit Tafel „Todesmarsch der Buchenwaldhäftlinge“ | Kamsdorfer Straße                                            |           |                                                                                                   |    |
| weitere Bilder Fotos hochladen | Evangelische Kirche mit Ausstattung, altem Friedhof, Kriegerdenkmal, Terrassierung und Einfriedung | Krumme Gasse (Karte)                                         |           |                                                                                                   |    |
| Fotos hochladen                | Gehöft | Krumme Gasse 5                                               |           |                                                                                                   |    |
| Fotos hochladen                | Stall- und Speichergebäude | Krumme Gasse 19                                              |           |                                                                                                   |    |
| Fotos hochladen                | Edelhof | Krumme Gasse 21                                              |           |                                                                                                   |    |
| Fotos hochladen                | Wohnhaus | Krumme Gasse 22                                              |           |                                                                                                   |    |
| Fotos hochladen                | Gehöft | Krumme Gasse 24                                              |           |                                                                                                   |    |
| Fotos hochladen                | Gehöft | Krumme Gasse 26                                              |           |                                                                                                   |    |
| Fotos hochladen                | Gehöft | Krumme Gasse 32                                              |           |                                                                                                   |    |
| Fotos hochladen                | Dorfschmiede | Krumme Gasse 34                                              |           |                                                                                                   |    |
| Fotos hochladen                | Spannbetonbrücke | Kulturhaus                                                   |           |                                                                                                   |    |
| weitere Bilder Fotos hochladen | Ehemaliges Kulturhaus der Maxhütte Unterwellenborn mit bauzeitlicher Raumstruktur und baugebundener Ausstattung sowie Freiflächen mit Terrassen, Freitreppen und Ausstattung sowie Park mit Baum- und Gehölzbestand. | Kulturhaus 1, Flur 0, Flurstücke 1023/16 und 1023/19 (Karte) |           | Berichtigung im Denkmalbuch 18. August 2022                                                       |    |

## Quelle
- Denkmalliste des Landkreises Saalfeld-Rudolstadt. (PDF; 632 kB) kreis-slf.de